# Ampedus bouweri
Ampedus bouweri är en skalbaggsart som beskrevs av Rainer Schimmel 1984. Ampedus bouweri ingår i släktet Ampedus, och familjen knäppare. IUCN kategoriserar arten globalt som otillräckligt studerad. Arten har ej påträffats i Sverige.